# Ciclovia do Porto Santo
A Ciclovia da Estrada da Calheta ou Ciclovia do Porto Santo é uma ciclovia portuguesa na ilha do Porto Santo, Madeira, que faz a ligação entre o Ribeiro Cochino (Campo de Baixo) e a Ponta da Calheta, ladeando em grande parte do seu percurso a ER120.
Inaugurada em 2004, esta foi a primeira infraestrutura cicloviária construída no arquipélago da Madeira e continua a ser a maior estrutura do género na região, com uma extensão total de 4,61 km. O seu percurso começa na área balnear do Ribeiro Cochino e vai até à área balnear da Calheta, abrangendo assim uma grande parte da praia do Porto Santo.